# Саїрме
Саїрме (груз. საირმე) — гірський курорт в  Грузії. Розташований за 55 км на південь від Кутаїсі, на схилі Месхетського хребта, в ущелині річки Цабларісцкалі на висоті близько 950 метрів. Клімат помірно теплий, середня температура липня — 17 ° C, січня — −1 ° C. Славиться лікувальними мінеральними водами, які застосовують для лікування захворювань травлення, сечовиділення, порушення обміну речовин.